# 神棘白鯧
神棘白鯧為輻鰭魚綱鱸形目刺尾魚亞目白鯧科的其中一種，分布於中西太平洋區，包括馬來半島、蘇門答臘及婆羅洲海域，本魚背部綠褐色，側面灰白色，腹部銀色，鱗片具深色的邊緣，形成深色的縱向線，身體長方形而側扁，上頷不能伸展，突出略微在下頜之前，犛骨或顎骨沒有牙齒，在下頜的兩邊上具五個孔，背鰭硬棘10枚，背鰭軟條14-16枚，臀鰭硬棘3枚，臀鰭軟條13-15枚，體長可達32.5公分，棲息在礁石區。